# Aouda Doukalia
Aouda Doukalia (arabe : عودة دكالية) est l'une des épouses du sultan alaouite Moulay Ismail et la mère du sultan Mostadi ben Ismaïl. Elle est native de Doukkala. En 1738, elle entretient des négociations avec le général des Abid al-Bukhari pour asseoir sur le trône son fils Moulay Mostadi. Ils y disposèrent et le couronnèrent à la place du sultan Mohammed ben Ismaïl qui fut alors renversé. Son fils Moulay Mostadi scelle des alliances plus solides que ses prédécesseurs,, il fut le plus grand obstacle pour Abdallah ben Ismaïl et plusieurs batailles en résultèrent entre ces deux sultans,.